# Административно деление на Канада
Канада е федерация, състояща се от 10 провинции и 3 територии. Основната юридическа разлика между канадските провинции и територии е в това, че провинциите са създадени още с приемането на Канадската конституция, а териториите по-късно с федерален закон. В Канадската конфедерация от 1867 г. три провинции от Британска Северна Америка – Ню Брънзуик, Нова Скотия и Канадска провинция (по-късно бива разделена на Онтарио и Квебек) – се обединяват, за да създадат федерална колония, която става самостоятелна държава следващия век. През цялата си история международните граници на Канада са се променяли няколко пъти и страната нараства от първоначалните четири провинции до съвременните десет провинции и три територии. Заедно, провинциите и териториите съставляват втората по площ държава в света.
Някои от провинциите са бивши британски колонии, а Квебек е била френска колония.
Провинциите имат голяма автономия от федералното правителство, особено в областта на правораздаването, здравеопазването, образованието, социалните грижи, вътрешнопровинциалния транспорт и др. В тази връзка те разпределят федералния бюджет, отпускан от правителството на всяка провинция, в много области на социалния и политическия живот.
Всяка провинция се управлява от министър-председател и лейтенант-губернатор. Всяка територия се управлява от комисар и лейтенант-губернатор. В сравнителната таблица са дадени подробности относно федералното, провинциалното и териториалното управление.

## Провинции на Канада
Провинциите са подредени по реда на влизането им в конфедерацията. Населението е по данни от преброяването през 2016 г.
| Флаг | Герб | Провинция | Провинция                                        | Площ, km² | Население  | Столица     | Най-голям град | Дата на присъединяване | Официален език    |
| ---- | ---- | --------- | ------------------------------------------------ | --------- | ---------- | ----------- | -------------- | ---------------------- | ----------------- |
|      |      | ON        | Онтарио Ontario                                  | 1 076 395 | 13 448 494 | Торонто     | Торонто        | 1 юли, 1867            | английски         |
|      |      | QC        | Квебек Quebec                                    | 1 542 056 | 8 164 361  | Квебек      | Монреал        | 1 юли, 1867            | френски           |
|      |      | NS        | Нова Скотия Nova Scotia                          | 55 284    | 923 598    | Халифакс    | Халифакс       | 1 юли, 1867            | английски         |
|      |      | NB        | Ню Брънзуик New Brunswick                        | 72 908    | 747 101    | Фредериктън | Монктън        | 1 юли, 1867            | английски френски |
|      |      | MB        | Манитоба Manitoba                                | 647 797   | 1 278 365  | Уинипег     | Уинипег        | 15 юли, 1870           | английски         |
|      |      | BC        | Британска Колумбия British Columbia              | 944 735   | 4 648 055  | Виктория    | Ванкувър       | 20 юли, 1871           | английски         |
|      |      | PE        | Остров Принц Едуард Prince Edward Island         | 5660      | 142 907    | Шарлъттаун  | Шарлъттаун     | 1 юли, 1873            | английски         |
|      |      | SK        | Саскачуан Saskatchewan                           | 651 036   | 1 098 352  | Риджайна    | Саскатун       | 1 септември, 1905      | английски         |
|      |      | AB        | Албърта Alberta                                  | 661 848   | 4 067 175  | Едмънтън    | Калгари        | 1 септември, 1905      | английски         |
|      |      | NL        | Нюфаундленд и Лабрадор Newfoundland and Labrador | 405 212   | 519 716    | Сейнт Джонс | Сейнт Джонс    | 31 март, 1949          | английски         |
| Общо |      |           |                                                  | 6 062 931 | 35 038 124 |             |                | —                      | —                 |

Забележки:
1. Онтарио и Квебек са първите провинции на Канада.
2. Нова Скотия, Ню Брънзуик, Британска Колумбия и Остров Принц Едуард са били отделни колонии преди влизането си в състава на Канада. Нюфаундленд е бил доминион в Британската общност.
3. Манитоба влиза в състава на Канада заедно със Северозападните територии.
4. Саскачеуан и Албърта са били част от Северозападните територии.

### Провинциални законодателни сгради
- Сградата на законодателната власт в Британска Колумбия
- Сграда на законодателната власт в Албърта
- Сградата на законодателната власт в Саскачуан
- Сградата на законодателната власт в Манитоба
- Сградата на законодателната власт в Онтарио
- Парламентарната сграда в Квебек
- Сградата на конфедерацията в Нюфаундленд и Лабрадор
- Сградата на законодателната власт в Британска Колумбия
- Сграда на провинцията в Нова Скотия
- Сграда на провинцията в Ню Брънзуик

## Територии на Канада
Трите територии на Канада включват континенталната част на страната на север от 60° паралел и на запад от Хъдсъновия залив и всички острови от Арктическия архипелаг, на север от континента (включително и тези в залива Джеймс), които не са част от Гренландия.
| Флаг | Герб | Територия | Територия                                     | Площ, km² | Население | Столица и най-голям град | Дата на присъединяване | Официални езици                                                                                    |
| ---- | ---- | --------- | --------------------------------------------- | --------- | --------- | ------------------------ | ---------------------- | -------------------------------------------------------------------------------------------------- |
|      |      | NT        | Северозападни територии Northwest Territories | 1 346 106 | 41 786    | Йелоунайф                | 15 юли, 1870           | английски, чупеуаянски, кри, френски, гуичин, инуиннактун, инуктитут, инувиалуктун, слейви, догриб |
|      |      | YT        | Юкон Yukon                                    | 482 443   | 35 874    | Уайтхорс                 | 13 юни, 1898           | английски, френски                                                                                 |
|      |      | NU        | Нунавут Nunavut                               | 2 093 190 | 35 944    | Икалуит                  | 1 април, 1999          | английски, френски, инуиннактун, инуктитут                                                         |
| Общо |      |           |                                               | 3 921 739 | 119 100   |                          |                        | —                                                                                                  |

### Териториални законодателни сгради
- Законодателна сграда в Юкон
- Законодателната сграда в Северозападни територии
- Законодателната сграда в Нунавут

## Ръководни органи
Сравнителна таблица
| Канадски парламент     | Генерал-губернатор   | Министър-председател | Сенат | Парламент Камара на общините | Член на Парламента Сенатор       |
| ---------------------- | -------------------- | -------------------- | ----- | ---------------------------- | -------------------------------- |
| Квебек                 | Лейтенант-губернатор | Министър-председател | —     | Национално събрание          | Член на Националното събрание    |
| Онтарио                | Лейтенант-губернатор | Министър-председател | —     | Законодателно събрание       | Член на Провинциалния парламент  |
| Нюфаундленд и Лабрадор | Лейтенант-губернатор | Министър-председател | —     | Камара на общините           | Член на Камарата на общините     |
| Нова Скотия            | Лейтенант-губернатор | Министър-председател | —     | Камара на общините           | Член на Законодателното събрание |
| Други провинции        | Лейтенант-губернатор | Министър-председател | —     | Законодателно събрание       | Член на Законодателното събрание |
| Територии              | Комисар              | Министър-председател | —     | Законодателно събрание       | Член на Законодателното събрание |

## Подреждане по площ
| №  | № на пров. | № на тер. | Име                     | Площ (км2) | Суша (км2) | Вода (км2) | Част от страната (%) |
| -- | ---------- | --------- | ----------------------- | ---------- | ---------- | ---------- | -------------------- |
| 1  |            | 1         | Нунавут                 | 2 093 190  | 1 936 113  | 1 936 113  | 21,0%                |
| 2  | 1          |           | Квебек                  | 1 542 056  | 1 365 128  | 176 928    | 15,4%                |
| 3  |            | 2         | Северозападни територии | 1 346 106  | 1 183 085  | 163 021    | 13,5%                |
| 4  | 2          |           | Онтарио                 | 1 076 395  | 917 741    | 158 654    | 10,8%                |
| 5  | 3          |           | Британска Колумбия      | 944 735    | 925 186    | 925 186    | 9,5%                 |
| 6  | 4          |           | Албърта                 | 661 848    | 642 317    | 19 531     | 6,6%                 |
| 7  | 5          |           | Саскачуан               | 651 036    | 591 670    | 59 366     | 6,5%                 |
| 8  | 6          |           | Манитоба                | 647 797    | 553 556    | 94 241     | 6,5%                 |
| 9  |            | 3         | Юкон                    | 482 443    | 474 391    | 8052       | 4,8%                 |
| 10 | 7          |           | Нюфаундленд и Лабрадор  | 405 212    | 373 872    | 31 340     | 4,1%                 |
| 11 | 8          |           | Ню Брунсуик             | 72 908     | 71 450     | 1458       | 0,7%                 |
| 12 | 9          |           | Нова Скотия             | 55 284     | 53 338     | 1946       | 0,6%                 |
| 13 | 10         |           | Остров Принц Едуард     | 5660       | 5660       | —          | 0,1%                 |
|    |            |           | Канада общо             | 9 984 670  | 9 093 507  | 861 163    | 100,0%               |

## Етимология на имената
- Провинция Албърта носи името на принцеса Луиз Каролин Алберта, четвъртата дъщеря на кралица Виктория.
- Провинция Британска Колумбия носи името на британския кораб „Колумбия“, чийто екипаж е един от първите изследвал крайбрежието на провинцията.
- Относно името на провинция Манитоба има спорове. Някои изследователи смятат, че името произхожда от езика на индианците крии – „манитупуа“, а други – от езика на индианците оджибуа – „манитобо“. И на двата езика името означава „проливът на духа“.
- Провинция Ню Брунсуик носи името на херцога на Брунсуик и Люнебург, бъдещия крал на Англия – Джордж IV, син на крал Джордж III.
- Провинция Нюфаундленд и Лабрадор се състои от две имена. Името Нюфаундленд (на латински: Terra Nova) се употребява от около 1500 г. Най-вероятно за първи път е използвано от португалския изследовател Жоао Ваз Корте Реал през 1472 г. Лабрадор най-вероятно носи името на португалския навигатор Жоао Фернандес Лабрадор посетил района през 1495 г.
- Провинция Северозападни територии е наименувана така, поради това че се намира на северозапад от ез. Лейк Сюпириър (Горно езеро).
- Провинция Нова Скотия е наименувана през 1620 г. от група шотландски колонисти. За първи път името е използвано официално от Уилям Александър през 1621 г.
- Името на територия Нунавут произхожда от езика на инуитите и означава „наша земя“.
- Провинция Онтарио носи името на ез. Онтарио. „Онтарио“ на езика на индианците крии означава „хубаво езеро“.
- Провинция Остров Принц Едуард носи името на принц Едуард Август, херцог на Йорк, брат на крал Джордж III.
- Името на провинция Квебек произхожда от езика на индианците микмак – „гепек“, „означава проток“.
- Провинция Саскачивън носи името на р. Саскачивън. На езика на индианците крии „кисискачиван“ означава „бързата разлята река“.
- Провинция Юкон носи името на р. Юкон. На езика на индианците гучин „юкон“ означава „великата река“.